# Culture Federmesser
Pour l’article homonyme, voir Federmesser.

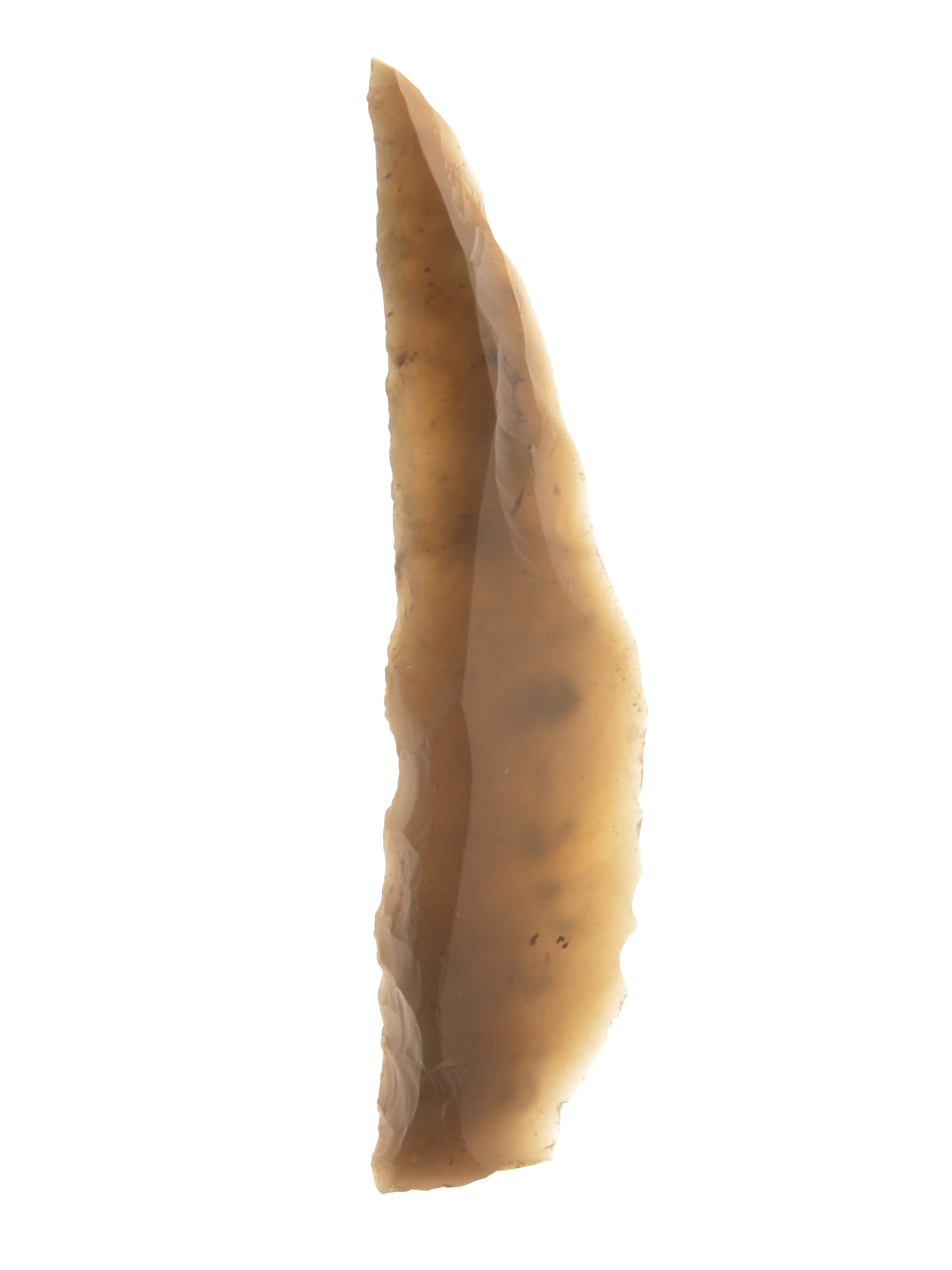
Outil Federmesser (pièce à dos courbe), en silex, 13 700 à 12 800 av. J.-C, collection Musée gallo-romain de Tongres.

Les groupes à Federmesser (aussi appelés complexes ou industries des pièces à dos courbe) appartiennent à une tradition de fabrication d'outils de l'Épipaléolithique ou Paléolithique final de la plaine d'Europe du Nord, de la Pologne (appelée Tarnowien et Witowien dans cette région) jusqu'en France septentrionale,, et en Grande-Bretagne occidentale, succédant au Magdalénien, datée entre 12000 et 10800 av. J.-C. Elle est étroitement reliée à la culture tjongerienne des Pays-Bas et de Belgique, puisqu'il a été suggéré que les deux cultures feraient partie d'un complexe plus généralisé qui prendra le nom d'Azilien.
Elle utilisait de petites lames de silex et partageait des caractéristiques avec le Creswellien de Grande-Bretagne.
En dépit d'une continuité technologique considérable avec le Magdalénien final, le complexe à Federmesser semble lié à un renouvellement génétique à grande échelle des populations de chasseurs-cueilleurs d'Europe centrale et occidentale dès 14 000 ans AP ainsi que pour le techno-complexe azilien et d'autres groupes du Paléolithique final. Cette ascendance largement distribuée, le « groupe d'Oberkassel » - également connu sous le nom de chasseurs-cueilleurs ouest européens (WHG) - est plus étroitement liée à un individu associé à l'épigravettien du nord-ouest de l'Italie, ce qui suggère que son expansion en Europe continentale pourrait avoir commencé à partir de l'ouest - et non de l'est - des Alpes.